# Psicología del envejecimiento
La psicología del envejecimiento es la rama de la psicología que estudia la evolución y dinámica del envejecimiento de las personas y sus procesos.
La comprensión del envejecimiento es uno de los desafíos que enfrenta la psicología. El interés por realizar estudios sobre el envejecimiento y la comprensión de su dinámica y los factores que determinan el comportamiento de las personas, se ha visto acelerado a causa del crecimiento de la población de ancianos en países desarrollados y en desarrollo.
Las investigaciones realizadas han aumentado la comprensión de como los factores genéticos contribuyen a la esperanza de vida, el impacto que tienen diversas enfermedades y factores ambientales sobre la calidad de vida de las personas mayores.

## Temas analizados
Entre los temas y preguntas que trata la psicología del envejecimiento se cuentan:
1- ¿En que aspectos psicológicos son distintas las personas de distinta edad? y cuales son ?
2- ¿A que edad ocurren los cambios?
3- ¿Que aspectos hipotéticos, componentes teóricas o substratos neuroanatómicos participan de manera primaria en esta dinámica?
4- ¿Cuales los factores que son responsables por el desarrollo de estos cambios?
5- ¿Cuales son los mecanismos por medio de los cuales ocurren los cambios?